# بارماد (ناطع)

تعديل مصدري - تعديل

بارماد هي إحدى قرى عزلة بارماد بمديرية ناطع التابعة لمحافظة البيضاء، بلغ تعداد سكانها 133 نسمة حسب تعداد اليمن لعام 2004.